# 根岸誠一
根岸誠一（1969年4月20日—），前日本職業足球員，日本國家五人制足球隊成員。

## 俱乐部生涯
1988年，根岸誠一在本田开始足球生涯。1991年转会至鹿島鹿角。1992年，引退。

## 日本國家五人制足球隊
根岸誠一参加了1989年室內五人足球世界錦標賽。